# Nobleza coreana
La monarquía coreana existió en Corea hasta el fin de la ocupación japonesa y la derrota de Japón. Tras la independencia y la instauración de la Constitución que adoptó el sistema republicano, el concepto de nobleza fue abolido, tanto formalmente como en la práctica.

## Gobernante y principales estilos

### Títulos originales
Los monarcas de Goguryeo adoptaron el título de "Taewang", el cual les daba el mismo nivel de los emperadores chinos. La traducción literal del título es "rey supremo". Los primeros monarcas de Silla utilizaron el título de "Geoseogan", "Chachaung", "Isageum", y finalmente "Maripgan" hasta el 503. Esto se desprende de una antigua tradición cuando los reyes coreanos eran llamados, ya sea Han o Kan, que son cognados del turco kan. Marip originalmente significa el más alto, y gan significa gobernante.
Además, en Baekje se utilizaba el título "Eoraha", "Ha" gobernante y "Eora" el más grande.

### Emperador
Goguryeo adoptó el título de "Taewang" (태왕; 太王), que significa "el rey más grande". Los monarcas de Balhae y Goryeo adoptaron el título Seonghwang (성황; 聖皇 literalmente, «santo emperador»). Sin embargo, a diferencia de Goguryeo, los títulos imperiales no fueron utilizados en campañas diplomáticas con la destacada dinastía china de la época. Goryeo perdió su título imperial por un breve periodo tras el tratado de paz con los mongoles. Posteriormente, lo recuperó por un breve periodo después de que la dinastía Goryeo derrotara a los mongoles en la década de 1360.
El título Hwangje (황제; 皇帝) fue revivido por menos de dos décadas durante el Imperio de Corea que vino después de la dinastía Joseon.

### Reyes
Wang (Hangul: 왕; Hanja: 王), o rey, fue un título real chino utilizado en muchos estados crecientes desde de la disolución de Gojoseon, Buyeo, Goguryeo, Baekje, Silla, Balhae y Goryeo. A finales de Goryeo (918-1392) y la época de la dinastía Joseon (hasta 1897) los gobernantes de Corea eran todavía conocidos como "reyes", como es evidente en el título del rey Sejong el Grande. Sin embargo, eran referidos por su nombre de templo.

### Príncipes
Gun (군; 君) se traduce como "príncipe". El príncipe real, hijo de la consorte real principal (la reina), fue llamado Daegun, traducido como gran príncipe de la sangre. Los príncipes nacido de una concubina recibían el título gun (a menudo se distinguían como wangja-gun), traducido igualmente como príncipe de la sangre. El padre de un rey que no hubiese reinado recibía el título especial de Daewongun (el gran príncipe de la sangre en la corte).
El título gun también puede referirse a los gobernantes destronados de la dinastía Joseon. Hubieron tres reyes destronados llamados "gun" en la época de la dinastía Joseon (uno restaurado de ellos a la dignidad de rey póstumamente).
Bajo el Imperio de Corea (1897-1910), el príncipe de la sangre obtuvo el título de chinwang. Mientras que la traducción literal es el imperial rey de la sangre, un título más apropiado sería el imperial príncipe de la sangre. Sólo se nombraron cuatro chinwang.

## Aristocracia antes de Joseon

### Silla
En Silla, la nobleza era categorizada por el sistema de rango de hueso.
Las familias reales se dividían en dos clases: hueso sacro, que significaba elegibilidad para la sucesión real, y verdadero hueso, hasta que el antiguo se extinguió.
Los nobles que no pertenecían a la realeza se dividían en tres clases: 6 jefe de rango, 5 jefe de rango y 4 jefe de rango. El 6 era el rango más alto.

### Goryeo
En el tiempo de Goryeo, la nobleza coreana se dividía en 6 clases.
- Gukgong (國公), Duque de un estado
- Gungong (郡公), Duque de un condado
- Hyeonhu (縣侯), Marqués de una ciudad
- Hyeonbaek (縣伯), Conde de una ciudad
- Gaegukja (開國子), Vizconde de una ciudad
- Hyeonnam (縣男), Barón de una ciudad

También el título Taeja (hangul: 태자, hanja: 太子) se dio a los hijos del emperador a diferencia de otros países de Asia oriental. En otros países, este título significaba príncipe de la corona. Era similar al título Chinwang (hangul: 친왕, hanja: 親王) del Imperio.